# Pruské
Pruské é um município da Eslováquia, situado no distrito de Ilava, na região de Trenčín. Tem 12,93 km² de área e sua população em 2018 foi estimada em 2.298 habitantes.

## Demografia
| Ano:        | 1994 | 2004    | 2014   | 2024   |
| ----------- | ---- | ------- | ------ | ------ |
| Broj ljudi: | 2685 | 2088    | 2244   | 2290   |
| Razlika:    |      | -22,23% | +7,47% | +2,04% |

| Ano:               | 2023 | 2024   |
| ------------------ | ---- | ------ |
| Número de pessoas: | 2299 | 2290   |
| Diferença:         |      | -0,39% |